# 루이스 에두아르두 두스 산투스 곤자가
루이스 에두아르두 두스 산투스 곤자가(포르투갈어: Luiz Eduardo dos Santos Gonzaga, 1990년 4월 22일 ~ )는 브라질의 축구 선수로, 포지션은 공격수다. 통상 두두라고 불리는 그는 2021년 현재 일본 J2리그의 FC 마치다 젤비아에서 활약하고 있다.